# Mikhail Suslov
Mikhail Andreyevich Suslov (russo: Михаил Андреевич Суслов (21 de novembro de 1902 — 25 de janeiro de 1982) foi um político soviético e ideólogo comunista, membro do Politburo e do secretário do Partido Comunista da União Soviética, tendo aderido ao partido em 1921.

## Vida
Foi um estadista soviético durante a Guerra Fria. Ele serviu como segundo secretário do Partido Comunista da União Soviética desde 1965, e como chefe ideólogo não oficial do partido até sua morte em 1982. Suslov foi responsável pela democracia partidária e separação de poder dentro do Partido Comunista. Sua atitude de resistência à mudança fez dele um dos principais líderes soviéticos comunistas ortodoxos.
Nascido na zona rural da Rússia em 1902, Suslov tornou-se membro do Partido Comunista da União (bolcheviques) em 1921 e estudou economia durante grande parte da década de 1920. Ele deixou seu emprego como professor em 1931 para dedicar-se à política em tempo integral, tornando-se um dos muitos políticos soviéticos que participaram da repressão em massa iniciada pelo regime de Joseph Stalin. Ele foi nomeado primeiro secretário da área administrativa de Stavropol Krai em 1939. Durante a guerra, Suslov liderou o movimento guerrilheiro local de Stavropol.
Tornou-se membro do Bureau Organizacional (Orgburo) do Comitê Central em 1946. Em junho de 1950, foi eleito para o Presidium do Soviete Supremo. A partir de 16 de outubro de 1952, foi membro titular do 19º Presidium do PCUS.
Após a remodelação da liderança soviética após a morte de Stalin, Suslov perdeu muito do reconhecimento e influência que havia conquistado anteriormente. No entanto, no final da década de 1950, Suslov havia se tornado o líder da oposição linha-dura à liderança de Nikita Khrushchev. Depois que Khrushchev foi deposto em 1964, Suslov apoiou o estabelecimento de uma liderança coletiva. Ele também apoiou a democracia interna do partido e se opôs ao restabelecimento do governo de um homem só como visto durante as eras de Stalin e Khrushchev.
Durante a era Brejnev, Suslov foi considerado o principal ideólogo do partido e o segundo em comando. Sua morte em 25 de janeiro de 1982 é vista como o início da batalha para suceder Leonid Brejnev como secretário geral.